# Espúrio Mélio

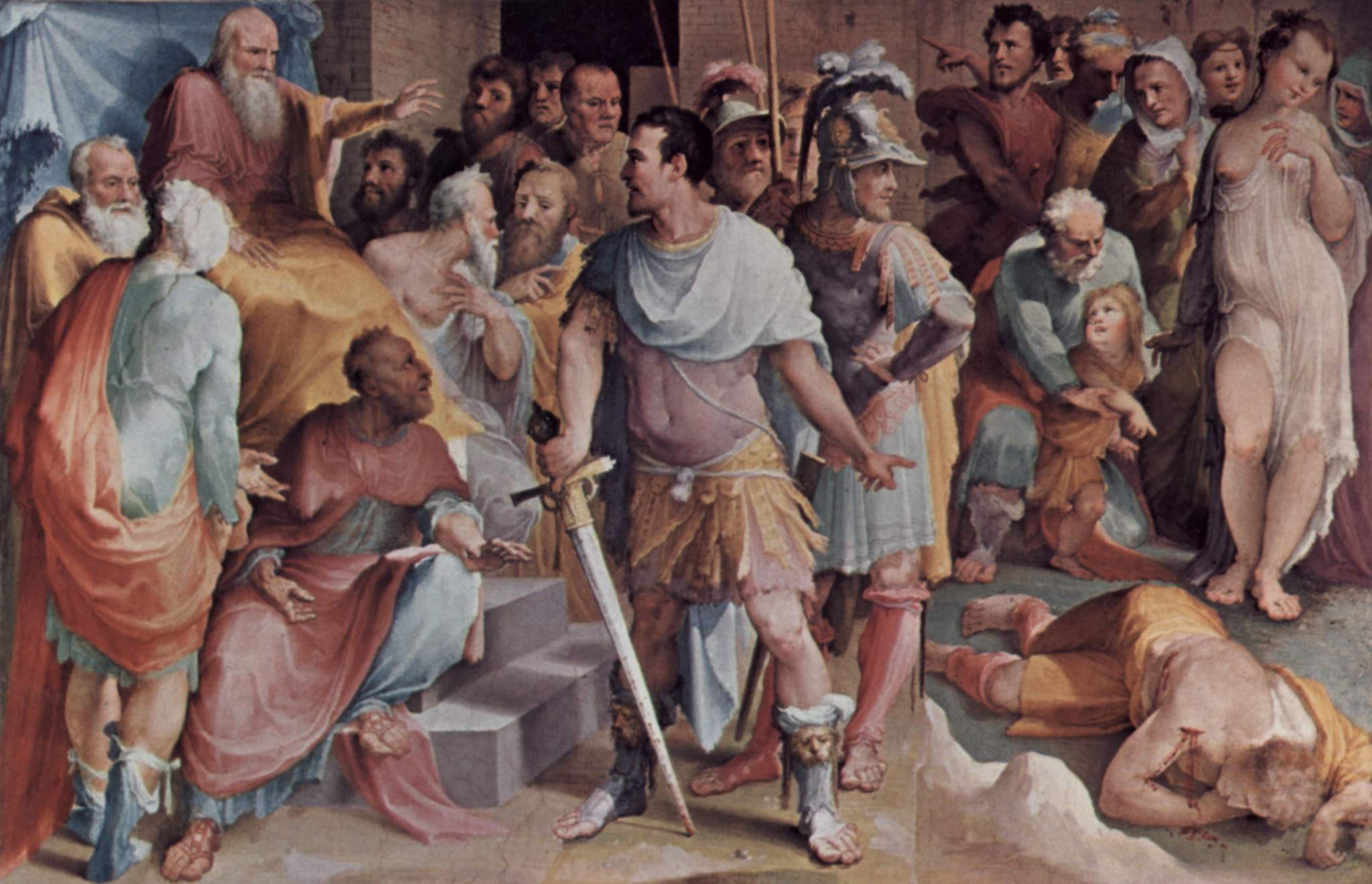
Caio Servílio Aala apresenta o corpo de Espúrio Mélio perante o já idoso ditador romano Cincinato.
Afresco de Domenico Beccafumi no Palazzo Pubblico de Siena, na Itália.

Espúrio Mélio (em latim: Spurius Maelius; ? — 439 a.C.), na República Romana, era um cavaleiro rico, que tentou se tornar tirano.
Quando houve fome em Roma, ao ponto de alguns se jogarem no rio, Espúrio Mélio, um cavaleiro rico, com o objetivo de se tornar tirano, comprou grão das regiões vizinhas, e vendeu abaixo do preço, e para alguns distribuiu de graça.
Com isto, ele arrumou amigos e contratou uma guarda pessoal, e teria ganho o controle da cidade, porém o patrício Minúcio Augurino, que era responsável pela distribuição de grãos e havia sido censurado pela escassez de comida, reportou as ações de Mélio ao Senado.
O Senado apontou Lúcio Quíncio Cincinato, que estava com oitenta anos de idade, para ser ditador. À noite, Cincinato mandou os cavaleiros ocuparem o Capitólio, e enviou Caio Servílio, chefe da cavalaria, para convocar Mélio, sob qualquer pretexto.
Mélio suspeitou de alguma coisa e adiou sua ida, e Servílio, temendo que Mélio pudesse ser regatado pela população, o assassinou, ou por iniciativa própria, ou por ordens do ditador. A população se revoltou, mas Cincinato a acalmou distribuindo grãos e se abstendo de punir or acusar os envolvidos.